# DP-Lager Fritzlar
Das DP-Lager Fritzlar war ein DP-Lager in der nordhessischen Kleinstadt Fritzlar, es bestand von 1946 bis 1949. Es war anfangs mit ehemaligen Zwangsarbeitern, dann mit jüdischen KZ-Überlebenden und Heimatlosen belegt.

## Geschichte

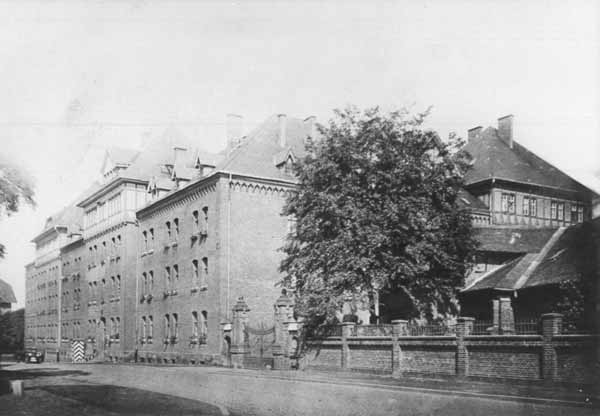
Die Artillerie-Kaserne um 1920

Nach dem Ende des Zweiten Weltkriegs wurde die Watter-Kaserne in Fritzlar ebenso wie Teile des ehemaligen Fliegerhorsts Fritzlar von der UNRRA als DP-Lager für sogenannte Displaced Persons (DPs) genutzt. Das DP-Lager auf dem Fliegerhorst bestand bis mindestens April 1946 und war zu diesem Zeitpunkt mit rund 150 Personen belegt. Wann das Lager in der Kaserne eröffnet wurde, ist nicht sicher bekannt, wahrscheinlich im Frühjahr 1946. Am 2. April 1946, dem ersten Tag, für den statistische Daten vorliegen, befanden sich 1439 DPs in der alten Kaserne, nahezu alle ehemalige Zwangsarbeiter. Darunter waren zunächst noch keine Juden. Wenige Tage später schwoll die Zahl der Insassen vorübergehend auf 1979 an, sank dann aber bis zum 15. April wieder auf 1481 ab. Ab 1947 übernahm die Nachfolgeorganisation der UNRRA, die IRO die Verwaltung der DP-Lager.
In der Zeit von Juli 1946 bis Februar 1947 wurden immer mehr jüdische DPs in Fritzlar eingewiesen. Die ersten jüdischen Lagerbewohner sind am 1. Juni 1946 dokumentiert; am 8. Februar 1947 gehörten 1050 der insgesamt 1069 Insassen zu dieser Personengruppe. Bis zu seiner Schließung war das Lager dann nahezu ausschließlich mit jüdischen DPs belegt, die auf ihre Ausreise aus Deutschland warteten. Die Gesamtbelegung betrug zwischen März 1947 und März 1948 zwischen 995 und 918 und nahm danach nur langsam ab. Erst im April 1948 fiel sie unter 900 und Ende November 1948 lag sie noch bei 825. Danach leerte sich das Lager allmählich, und 1949 wurde es geschlossen. Zum Datum der Schließung gibt es unterschiedliche Angaben: Februar 1949 bzw. 4. August 1949. Die IRO hatte bereits um die Jahresmitte 1948 die Schließung des Lagers erwogen, da insbesondere die sanitären Bedingungen sehr schlecht waren.
Ungeachtet der schlechten Lebensbedingungen gab es im Lager vor allem in dem Zeitraum, als die Mehrzahl der Bewohner jüdischer Herkunft war, ein reges kulturelles Leben. Die Lagergemeinde unterhielt unter anderem eine Grundschule, eine Talmud Torah (religiös ausgerichtete jüdische Grundschule für Jungen) und eine Tarbut-Schule. Tarbut-Schulen (Tarbut = Hebräisch für „Kultur“) waren säkulare zionistische Schulen, mit Hebräisch als Unterrichtssprache, die ab 1919 vor allem in Polen, Litauen und Rumänien eingerichtet wurden. Auch gab es eine anfangs vom Lagerkomitee eingerichtete, ab Juli 1947 von der World ORT betriebene Berufsschule, untergebracht in einem ehemaligen Stallgebäude, an der Radiotechnik, Automechanik, Schließtechnik und Kleiderschneiderei unterrichtet wurden.